# Révolution néolithique
La révolution néolithique fut la première révolution agricole, caractérisée par la transition de communautés de chasseurs-cueilleurs vers des communautés d'agriculteurs. Les données archéologiques indiquent que plusieurs formes de domestication de plantes et d’animaux surgirent indépendamment dans au moins sept ou huit régions séparées à travers le monde, et à des époques différentes. La première émergence eut lieu au Proche-Orient, où les hommes passèrent graduellement de la cueillette de céréales sauvages, au Natoufien, à la production de plantes et d'animaux domestiqués, en passant par des stades intermédiaires successifs durant près de 4 000 ans. Si l'adoption de l'agriculture dans ces foyers d'origine correspond à un lent changement des comportements des populations locales, dans d'autres régions, comme en Europe, elle est plus rapide et correspond à l'arrivée de populations déjà néolithisées.
La révolution néolithique implique bien plus que la simple adoption d'un ensemble limité de techniques de production alimentaire. Au fil des millénaires, elle transforme les petits groupes de chasseurs-cueilleurs mobiles en sociétés sédentaires nombreuses qui modifient radicalement leur environnement, au moyen de techniques agricoles adaptées (par exemple l'irrigation) permettant d'obtenir d'importants surplus de production. On assiste à un fort accroissement de la population et au développement de la division du travail dans les villages, notamment entre agriculteurs et artisans,.
La notion de révolution néolithique, popularisée en 1925 par l'archéologue australien Vere Gordon Childe, a rencontré un grand succès dans les milieux scientifiques, puis auprès du grand public. Elle est aujourd'hui tempérée par une meilleure connaissance archéologique des processus à l'œuvre durant cette période. Alain Testart propose notamment une nouvelle vision, dans laquelle « la révolution néolithique n'est ni une révolution, ni néolithique, parce qu'existaient déjà des sociétés de chasseurs-cueilleurs sédentaires, parce que ces sociétés pratiquaient un stockage alimentaire important, enfin, parce que ces sociétés non agricoles maîtrisaient des techniques (comme celle de la poterie ou du repiquage) qui ne seront mobilisées que bien plus tard ».
La révolution néolithique est en résumé pour de nombreux auteurs une mutation décisive du comportement humain, caractérisée par la sédentarisation, l'adoption d'une économie de production, et la mise en place de nouveaux types d'organisation sociale. Ces trois points peuvent être acquis simultanément ou non. Pour d'autres, elle n'est qu'un élément matériel accompagnant ou suivant une mutation culturelle.

## Transition vers une économie de production

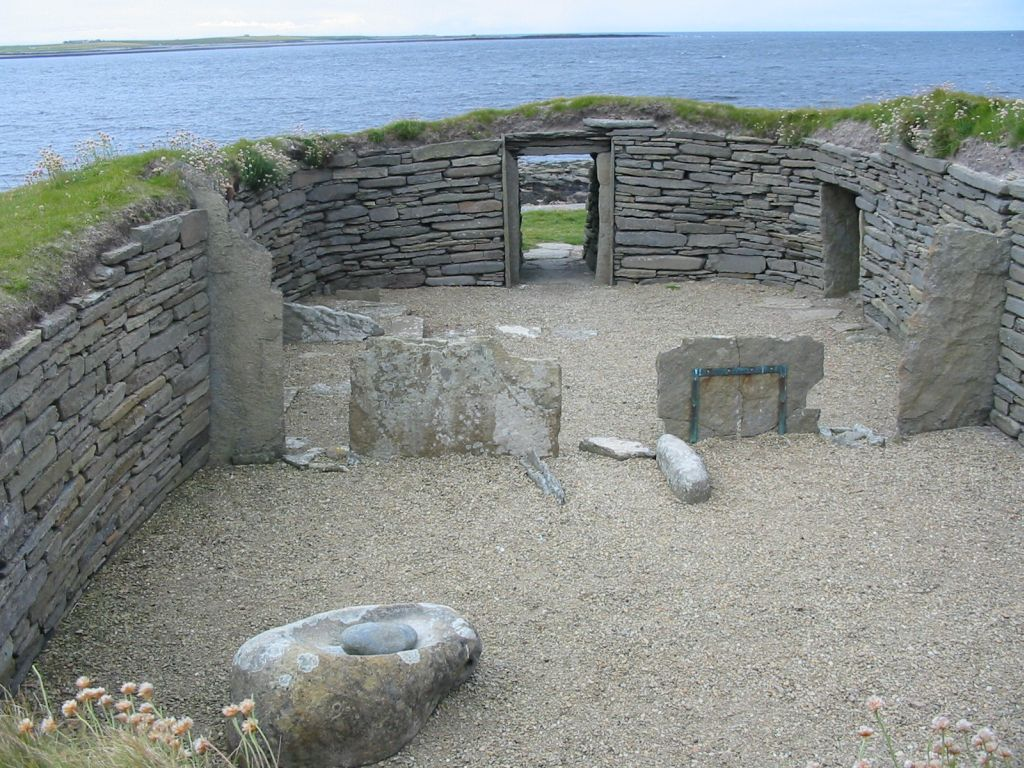
Ferme à Knap of Howar, sur un site occupé de 3500 à -3100

Marqué par la perspective marxiste du matérialisme historique, l'archéologue australien Vere Gordon Childe (1892-1957) popularisa dans les années 1920 l'expression révolution néolithique, pour décrire les premières révolutions agricoles de l'histoire du Moyen-Orient. La période est décrite comme une « révolution » pour souligner son importance et l'immense portée et le degré des changements qui affectent les communautés où ces nouvelles pratiques agricoles étaient progressivement adoptées et perfectionnées.
Le début de la culture des céréales et pseudocéréales (grains anciens) est généralement associée (mais pas toujours) au développement de nouvelles industries : pierre polie, poterie, vannerie, tissage, techniques de construction ... L'ordre d'apparition de l'agriculture et de ces autres productions varie selon les régions.
Le début de ce processus varie entre peut-être 10 000 ans av. J.-C. en Mélanésie, et 2 500 ans av. J.-C. en Afrique subsaharienne. Certains chercheurs considèrent que les développements de 9000-7000 av. J.-C. dans le Croissant fertile sont les plus importants. Il est probable qu'une explication univoque ne puisse convenir à tous les foyers de domestication des plantes et des animaux.
Cette transition semble partout être associée au passage d'une vie de chasse et de cueillette nomade à une vie plus sédentarisée et agricole. Elle correspond en effet aux débuts de la domestication de diverses espèces végétales et animales dans un but de production de ressources.
Néanmoins, la transition vers une économie de productions n'est pas universelle puisque le voisinage de peuples chasseurs-cueilleurs et d'agriculteurs a été la règle dans de nombreuses régions en certains points du globe, jusqu'au XXe siècle. Les travaux des ethnologues tels que Marshall Sahlins ont montré que le passage à l'agriculture impliquait un surcroît de travail par rapport à une subsistance basée sur la chasse et la cueillette.

### Une hypothétique utilisation très ancienne de céréales puis les premières tentatives
Des indices d'utilisation de céréales dateraient d'environ 100 000 ans, en Afrique : il s'agit de traces de sorgho sauvage trouvées sur des grattoirs de pierre datant du Paléolithique (-100 000 ans) mis au jour dans une grotte du Niassa, au nord-ouest du Mozambique. Cette farine ou les grains écrasés étaient peut-être consommés avec des fruits ou des tubercules, voire déjà en bouillie fermentée. Des chercheurs interrogés par les revues Nature ou Science se montrent encore sceptiques, car avant cela, les traces archéologiques les plus anciennes (blé et orge) dataient de seulement 23 000 ans et avaient été découvertes sur l'actuel territoire d'Israël.
Plus tardivement, les sites natoufiens livrent de nombreuses faucilles ayant servi à moissonner herbes et céréales sauvages. Mais un tournant (maximum puis déclin relatif de la sédentarisation) dans cette société entre 14 000 et 13 000 avant le présent ont conduit à la formulation d'hypothèses. Reste l'établissement avéré d'une protoagriculture céréalière (avant la domestication) vers 10 000 par les Natoufiens. La question de l'intérêt de la culture pour la fabrication du pain (R. Braidwood) ou de la bière (J. Sauer) en premier avait été posée. Le pain posait des problèmes : rendement faible en nourriture au regard des efforts et de l'énergie demandée (travaux de plantation, d’irrigation, peu de grains par épis, de taille faible, peu d'épis, moisson ingrate, chute des graines au vent) alors que la bière était utilisée lors de cérémonies, ou lors de festins, pour l'alcool qu'elle contient (voir ci dessous « théorie du festin »), mais aussi simplement comme boisson nourrissante et enivrante. Andrew Curry a démontré la réalité de la fabrication du pain au Natoufien,.
D'autres hypothèses ont aussi été formulées pour évoquer des départs ratés de la culture des céréales vers 15 000 avant le présent et son abandon. Les civilisations en question auraient vu moins d'avantage à la culture qu'à la cueillette : plus de travail, moins bonne santé. En effet, outre les maladies apparaissant avec le voisinage des animaux, l'appauvrissement en vitamines et éléments minéraux, etc. auraient pu conduire à une sensibilité accrue aux maladies, voire une diminution de la taille.

### La transition en Europe

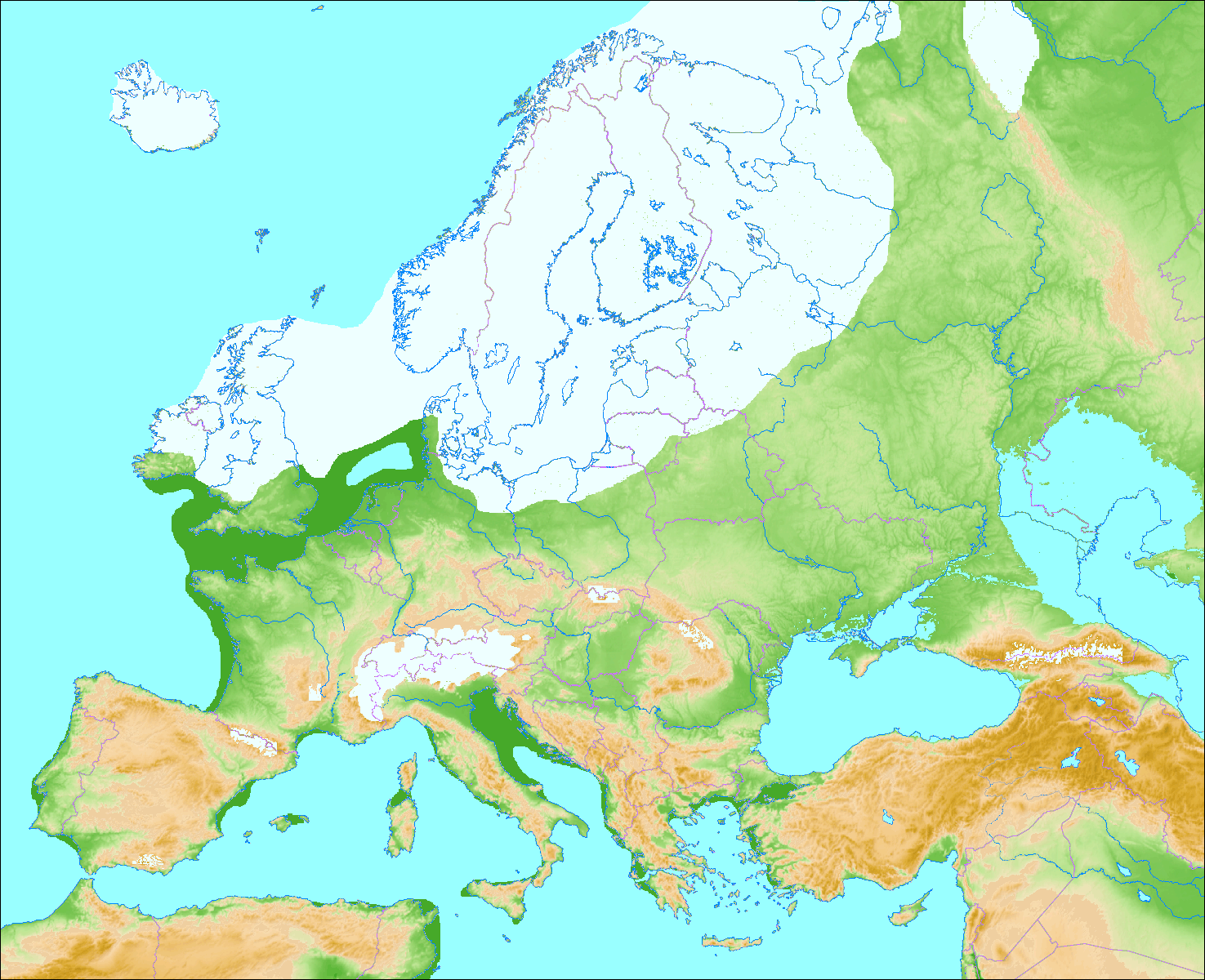
Extension maximale des calottes glaciaires du Nord de l'Europe. Le recul des glaciers fait remonter progressivement vers les régions boréales le gros gibier et les grands troupeaux adaptés au froid.

Cette transition en Europe est liée à la fin de la dernière période glaciaire marquée par le reflux des glaciers, des températures plus élevées, des périodes d'humidité et un changement du milieu naturel qui favorisent le développement, sauf dans les régions méditerranéennes, de forêts très denses. Le gros gibier (mammouths, rhinocéros laineux, ours...) et les grands troupeaux (bisons, bœufs musqués, chevaux, rennes, et par moments antilopes saïga) adaptés au froid et qui vivaient en prairie, remontent progressivement vers les régions boréales. Ce gibier qui fournissait une nourriture facile et abondante cède la place aux forêts et à un gibier plus petit constitué que de quelques espèces forestières restées endémiques, vivant, « soit isolées, soit en très petits groupes comme le sanglier, le cerf et le chevreuil. Au VIIIe millénaire, la crise alimentaire est aiguë : même en renouvelant les techniques de chasse, même en y ajoutant le petit gibier comme les oiseaux, le lapin et la marmotte, la baisse du rendement en viande par heure de chasse est aussi brutale que considérable. Les grands chasseurs des plaines, confinés par la forêt sur le littoral, le long des rivières ou au pied des montagnes, doivent se rabattre sur des appoints d'infortune comme les escargots ou les coquillages le long des côtes ». La révolution néolithique en Europe permet de surmonter cette crise avec la diffusion rapide des nouveaux modes techniques et économiques.

## Les causes de la révolution néolithique
Il y a plusieurs théories en concurrence (mais qui ne s'excluent pas mutuellement) quant aux facteurs qui poussèrent les populations à passer à l'agriculture. Les plus importantes sont :
- La théorie de l'oasis, proposée à l'origine par Raphael Pumpelly (en) (1837-1923) en 1908, vulgarisée par Vere Gordon Childe en 1928 et résumée en son ouvrage Man Makes Himself[17], qui soutient que tandis que le climat se faisait plus sec, les communautés se regroupaient vers les oasis où elles étaient forcées de cohabiter avec les animaux, lesquels furent alors domestiqués en même temps qu'était adopté l'usage de graines et des semis. Ce modèle environnemental n'est guère soutenu aujourd'hui parce que les données sur le climat de l'époque ne la confirment pas[18].
- L'hypothèse des flancs vallonnés, proposée par Robert John Braidwood (1907-2003) en 1948, suggère que l'agriculture débuta sur les flancs vallonnés des monts Taurus et Zagros, où le climat n'était pas aussi sec que Childe le croyait, mais où les terres fertiles favorisaient une grande variété de plantes et d'animaux domesticables[19]. Ce modèle est aussi abandonné pour les mêmes raisons climatiques[18].
- La théorie du festin de Brian Douglas Hayden (en) (1946-)[20] suggère que l'agriculture était motivée par l'exhibition ostentatoire du pouvoir, comme de donner des festins, en vue de dominer. Cela nécessitait de regrouper de grandes quantités de nourriture, ce qui mena à l'adoption des techniques agricoles.
- La théorie démographique proposée par Carl Sauer (1889-1975)[21], adaptée ensuite par Sally Binford, Lewis Binford [22] et Kent Flannery postule une population de plus en plus sédentaire qui augmenta jusqu'à dépasser les capacités de l'environnement local et qui nécessitait plus de nourriture qu'elle ne pouvait en recueillir. Plusieurs facteurs socio-économiques favorisèrent ce besoin en nourriture. L'anthropologue Mark Nathan Cohen (en) pense qu'après les extinctions massives de gros mammifères du Paléolithique supérieur, la population humaine s'était développée jusqu'aux limites des territoires disponibles et qu'une explosion démographique provoqua une crise alimentaire. L'agriculture fut le seul moyen de soutenir cette croissance démographique sur les territoires disponibles. Cette idée a subi de nombreuses critiques en raison du problème évident de pouvoir déterminer comment une explosion démographique pouvait se produire sans qu'il eût déjà un surplus de nourriture.
- La théorie de l'évolution et de l'intentionnalité, développée par David Rindos (en) (1947-1996)[23] avec d'autres, voit l'agriculture comme une adaptation évolutive des plantes et des hommes. Commençant avec la domestication par la protection des plantes sauvages, elle conduisit à la spécialisation de l'habitat et par la suite une domestication pleinement développée.
- Ronald Wright (1948-), dans son livre A Short History of Progress et au cours d'une série d'émissions à la radio CBC, étudie la possibilité que l'agriculture se soit développée en coïncidence avec un climat de plus en plus stable. Il étendit son cas d'étude aux problèmes actuels de réchauffement et de changement climatiques suggérant que, peut-être, un effet majeur de l'augmentation des niveaux de CO2 (gaz carbonique) dans l'atmosphère pourrait bien être un passage à un climat moins stable et plus imprévisible[24].
- Le dryas récent, peut-être causé par un impact météorique et qui déboucha sur la fin de la dernière Ère glaciaire, fournit probablement des circonstances qui provoquèrent l'évolution des sociétés agricoles[25].
- Il est probable que des chasseurs-cueilleurs aient précocement observé que les graines pouvaient germer ou même des parties coupées s'enraciner (bouturage) pour donner de nouvelles plantes, bien avant de tenter de favoriser ce processus à grande échelle. Tel était le cas au XXe siècle chez les derniers chasseurs amazoniens ou australiens.
- Jack Harlan (1917-1998) avance, lui, six raisons principales qu'il regroupe sous trois catégories :
  1. la domestication pour des raisons religieuses[26] ;
  2. la domestication par surpopulation et comme conséquence des tensions dues à celle-ci ;
  3. la domestication entraînée par la découverte d'opportunités locales et fondée sur les perceptions des chasseurs-cueilleurs.

- Jacques Cauvin (en) (1930-2001) — archéologue du site natoufien de Mureybet, au nord de la Syrie — explique les difficultés qu'il y aurait à résumer l'apparition de l'agriculture à de simples pressions environnementales ou démographiques. Il privilégie une explication socio-culturelle, un changement dans la psychologie humaine, qu'il qualifie de « révolution des symboles ». Les groupes humains ne se seraient plus scindé après avoir atteint le seuil critique au-delà duquel des tensions internes apparaissent : l'agriculture apparaît ainsi comme une solution pour créer de nouveaux rapports sociaux[27]. « Dès lors, pour J. Cauvin, l'agriculture serait davantage une forme d'adaptation de la société humaine à elle-même plus qu'à son milieu extérieur »[28].
- Parmi les chercheurs ayant prolongé les réflexions sur les changements mentaux, figure Ian Hodder (1948-), qui a dirigé les fouilles de Çatal Höyük (Turquie)[29].

En contraste avec le Paléolithique, au cours duquel plus d'une espèce d'hominidé existait, seule l'une d'entre elles (Homo sapiens) parvint au Néolithique. Bien que Pierre Amiet (1922-2021) situe l'avènement des déesses et des dieux-taureaux au paléolithique (les « déesses » de Jacques Cauvin (en) n'étant pour lui qu'une prolongation des Vénus), il partage cet avis d'une importance trop grande donnée à la révolution néolithique, importance relevant d'une « fascination des origines » et d'une approche très matérialiste, alors que le véritable point de bascule serait l'apparition de l'écriture.

## La domestication des plantes

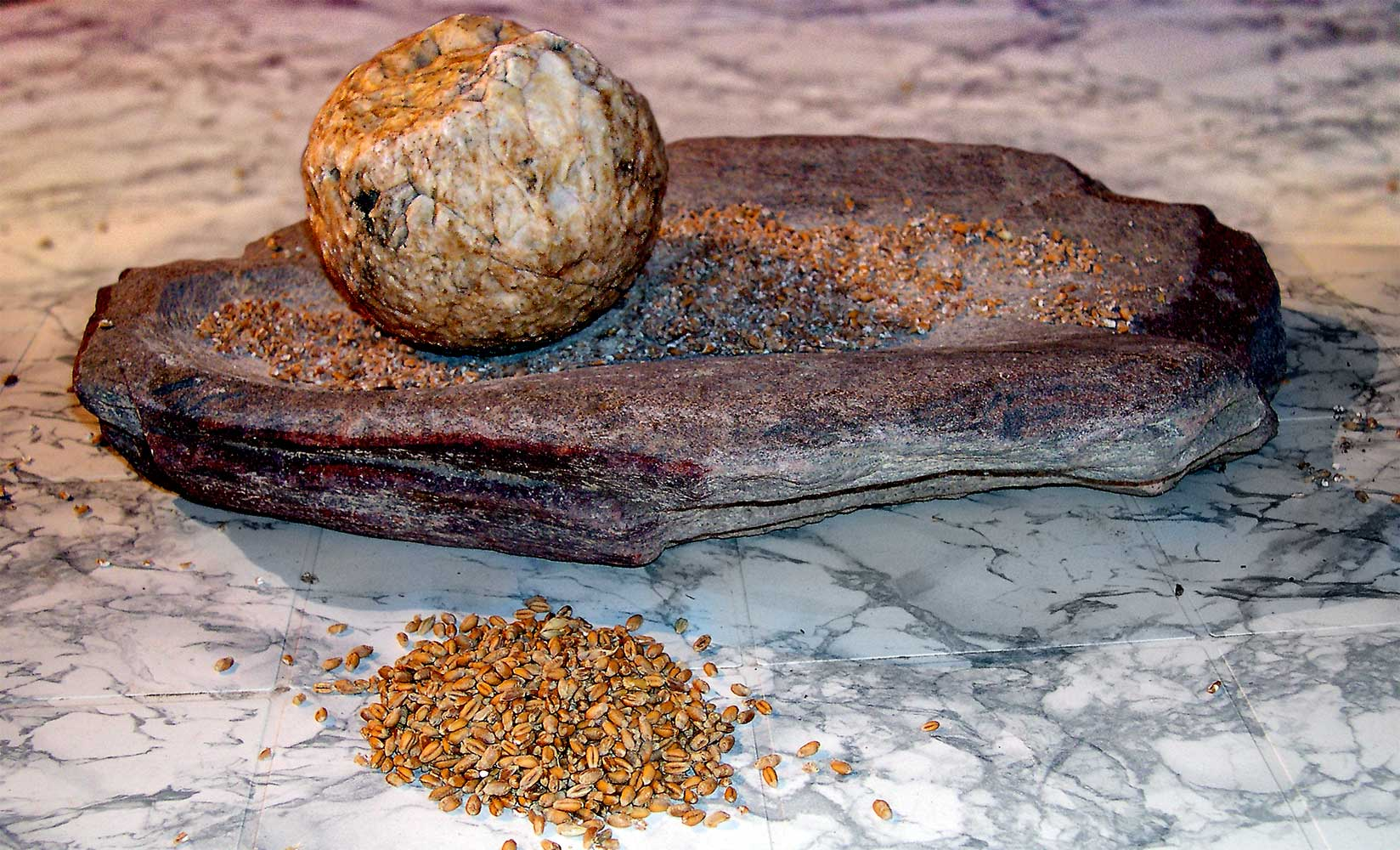
Meule néolithique pour écraser le grain.

Une fois que l'agriculture commença son essor, les plantes céréalières (en commençant par le blé amidonnier, le petit épeautre et l'orge) et pas simplement celles qui favorisaient une plus grande prise calorique, mais celles aux plus grandes graines, étaient choisies pour être semées et plantées. Des plantes aux caractéristiques telles que de plus petites graines ou un goût amer étaient considérées comme indésirables. Des plantes qui répandaient rapidement leurs graines à maturité avaient tendance à ne pas être amassées à la moisson, donc à ne pas être engrangées et à ne pas être plantées à la saison suivante. Les années de moissons, on choisissait les souches qui retenaient leurs graines comestibles plus longtemps. Plusieurs espèces de plantes, les « cultures pionnières » ou « fondatrices » du Néolithique, furent les premières plantes manipulées avec succès par les hommes. Certaines de ces premières tentatives échouèrent de prime abord et les récoltes furent abandonnées, parfois pour être de nouveau reprises et domestiquées avec succès des milliers d'années plus tard : le seigle, essayé et abandonné au Néolithique en Anatolie, fit son chemin en Europe comme mauvaise herbe et y fut domestiqué avec succès, des milliers d'années après la naissance de l'agriculture.
La lentille sauvage présente une autre difficulté qu'il fallait surmonter : la plupart les graines sauvages ne germent pas la première année. La première trace de domestication des lentilles, brisant la dormance de la première année, fut découverte au début du Néolithique à Jerf el Ahmar (en Syrie), et se répandit vers le sud jusqu'au site de Netiv HaGdud dans la vallée du Jourdain. Ce processus de domestication permit aux récoltes fondatrices de s'adapter et finalement de devenir plus importantes, d'être plus facilement moissonnées, plus fiables pour le stockage et plus utiles aux humains.

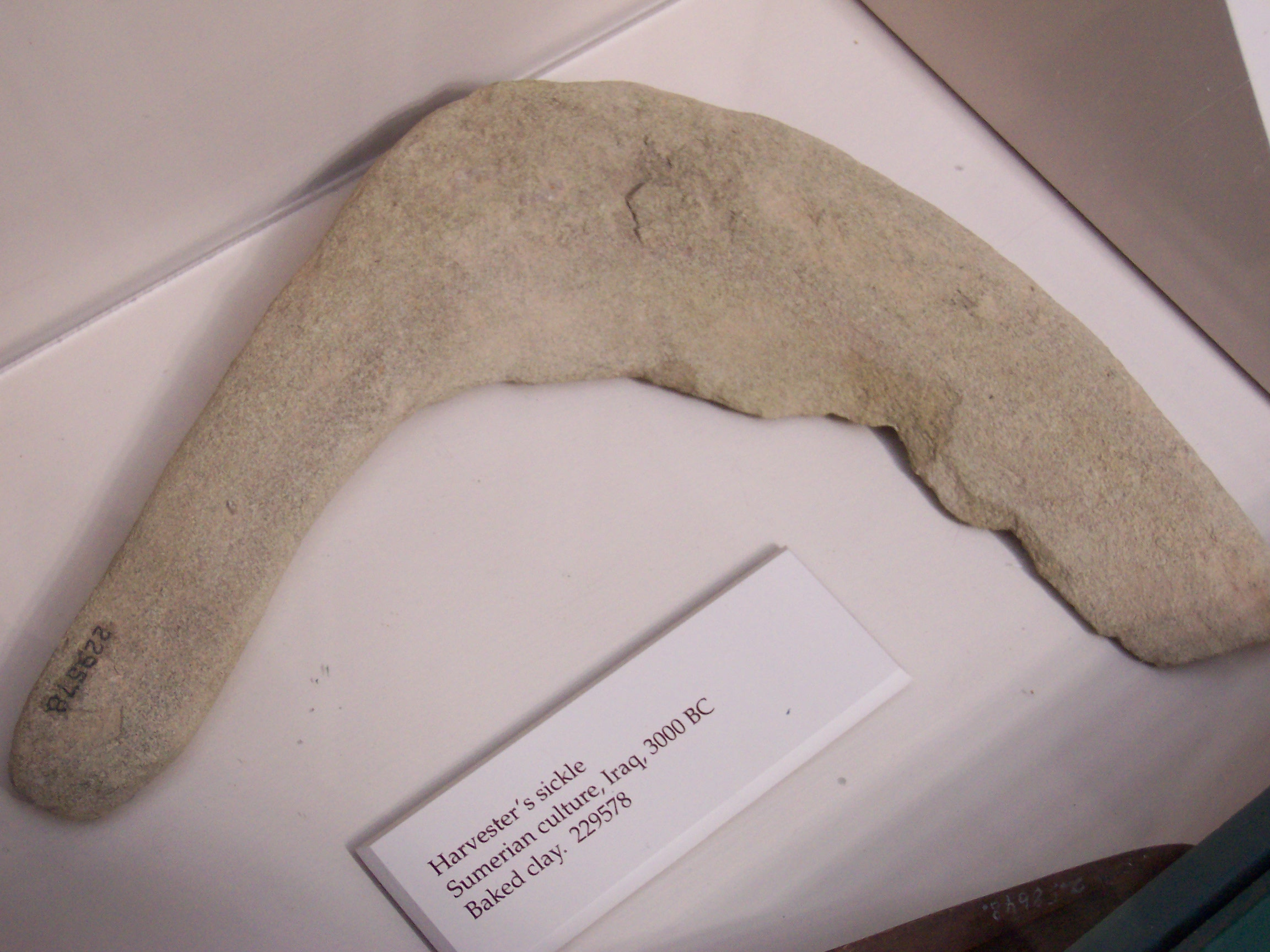
Une faucille de moissonneur sumérienne datant de 3000 ans av. J.-C.

Les figues, l'orge et très probablement l'avoine étaient cultivées dans la vallée du Jourdain, représentée par le site Gilgal I du Néolithique inférieur, où, en 2006, des archéologues trouvèrent des cachettes de graines de chacune d'elles en quantités trop grandes pour être justifiées dans un contexte d'économie de cueillette et même de proto-agriculture, en des strates de 11 000 ans environ. Certaines des plantes essayées puis abandonnées pendant le Néolithique au Proche-Orient, sur des sites comme Gilgal, furent domestiquées avec succès plus tard en d'autres parties du monde.
Une fois que les agriculteurs eurent perfectionné leurs techniques de culture, leurs moissons allaient rendre des surplus qui nécessitaient d'être conservés. Néanmoins, les personnes qui composent les premières populations d'agriculteurs ont une plus petite taille et semblent en moins bonne santé que celle des chasseurs-cueilleurs de la même époque : leur productivité ne devient supérieure à celle des chasseurs-cueilleurs qu'à partir d'un certain seuil (correspondant notamment à l'extension des surfaces cultivées), la production agricole nécessitant avant ce seuil une dépense d'énergie supérieure à la cueillette, contrairement aux travaux des ethnologues qui suggéraient le contraire depuis les années 1950. L'adoption de l'agriculture avant que ce seuil ne soit atteint peut s'expliquer par plusieurs hypothèses : la plupart des chasseurs-cueilleurs ne pouvaient guère facilement conserver leur nourriture longtemps, étant donné qu'ils avaient un mode de vie nomade, alors que ceux qui étaient sédentaires pouvaient mettre en réserve leur surplus de céréales. Autres hypothèses : la sédentarisation qui favorisa les soins aux enfants et donc la croissance démographique malgré les maladies infectieuses, des raisons d'organisation sociale, raisons symboliques, rituelles, un changement des modes de relation avec la nature. Finalement, des greniers furent construits qui permettaient aux villages de conserver leurs graines sur des périodes plus longues. Ainsi, avec plus de nourriture, la population augmenta et les communautés développèrent des travailleurs spécialisés ainsi que des outils plus élaborés.
Le processus ne fut pas aussi linéaire qu'on le pensait, mais ce fut un effort plus complexe, entrepris par des populations humaines différentes de différentes régions en nombreuses et diverses manières.

### L'agriculture en Asie
On pense que la révolution néolithique se répandit largement en Asie du Sud-Ouest vers 8500 av. J.-C., bien que des sites antérieurs aient été trouvés. Bien que les indices archéologiques fournissent des preuves insuffisantes quant à la répartition des tâches selon les sexes dans les cultures du Néolithique, la comparaison avec les données historiques et les communautés de chasseurs-cueilleurs modernes, amène à supposer généralement que ce sont principalement les hommes qui chassaient, tandis que les femmes jouaient un rôle plus important pour la cueillette. Par extrapolation, on peut théoriser que les femmes étaient principalement responsables des observations et des activités initiales qui amorcèrent la révolution néolithique, dans la mesure où la sélection graduelle et l'amélioration des espèces de plantes comestibles étaient impliquées.
La nature précise de ces observations initiales, et des activités (postérieures) raisonnées qui donneraient naissance aux changements des méthodes de subsistance apportées par la révolution néolithique, est inconnue ; les indices spécifiques manquent. Néanmoins, plusieurs théories raisonnables ont été avancées. Par exemple, on peut s'attendre que les pratiques habituelles de se débarrasser des déchets alimentaires chez les Sambaqui aient pour résultat la repousse des plantes issues de graines mises au rebut dans les terres enrichies.

### L'agriculture dans le Croissant fertile
L'agriculture généralisée survint dans le Croissant fertile en raison de nombreux facteurs. Le climat méditerranéen comprend une longue saison sèche avec une courte période pluvieuse, ce qui fait qu'il convenait pour de petites plantes aux grosses graines, telles que le blé et l'orge. Ceux-ci convenaient le mieux à la domestication en raison de leur facilité de moisson, de conservation et de leur disponibilité. En outre, ces plantes avaient des teneurs en protéines élevées pour des graminées et des légumineuses furent aussi domestiquées. Le Croissant fertile s'étendait sur une vaste zone de cadres et altitudes géographiques variées. Cette variété rendait l'agriculture plus fructueuse pour les anciens chasseurs-cueilleurs. D'autres zones au climat similaire convenaient peut-être moins en raison du manque de variation géographique et de disponibilité de plantes aptes à la domestication.

### L'agriculture en Afrique
La révolution néolithique se manifesta en différentes parties du monde et pas seulement dans le Croissant fertile. Sur le continent africain, trois régions ont été identifiées comme ayant développé l'agriculture indépendamment : les plateaux d'Éthiopie, le Sahel et l'Afrique de l'Ouest.
La plus célèbre culture domestiquée sur les plateaux d'Éthiopie est le café. Le khat, l'ensete, la guizotia abyssinica, le teff et l'éleusine furent également domestiqués. Le sorgho et le millet ont été cultivés d’abord au Sahel. La noix de cola fut d'abord domestiquée en Afrique de l'Ouest. Le riz d'Afrique, l'igname et le palmier à huile ont été domestiqués dans cette partie du monde.
Un certain nombre de cultures développées plus tard en Afrique ont été domestiquées ailleurs. L'agriculture dans la vallée du Nil se développa à partir des cultures du Croissant fertile. Les bananes et les bananes plantain furent d'abord domestiquées en Asie du Sud-Est, très probablement en Papouasie-Nouvelle-Guinée, puis « redomestiquées » en Afrique il y a 5000 ans. Les ignames d'Asie et le taro ont également été cultivés en Afrique.
Le professeur Fred Wendorf et le docteur Romuald Schild, du département d'anthropologie à l'université méthodiste du Sud, pensaient, à l'origine, avoir trouvé des indices d'agriculture primitive au Paléolithique supérieur à Wadi Kubbaniya, sur le plateau du Kôm Ombo, en Égypte, incluant un mortier et un pilon, des pierres à moudre, plusieurs instruments de moisson, du blé noirci et des graines d'orge — qui peuvent provenir d'ailleurs que cette région. Des analyses de datation au spectromètre ont depuis disqualifié leur hypothèse.
On trouve de nombreuses pierres à moudre semblables dans les cultures sébiliennes et méchiennes de l'ancienne Égypte et des indices d'une économie agricole, datant de 5000 av. J.-C. environ, ont été découverts. Smith écrit : « Avec le recul, nous pouvons à présent voir que de nombreux peuples du Paléolithique supérieur du Vieux Monde étaient tout près de passer à la culture et à l'élevage comme alternative à la vie de chasseurs-cueilleurs. Contrairement au Moyen-Orient, cette évidence apparaît comme une « fausse aube » de l'agriculture, tandis que les sites furent abandonnés plus tard et que l'agriculture permanente fut alors reportée jusqu'à 4400 ans av. J.-C., avec les cultures tasiennes et badariennes et l'arrivée de produits agricoles et d'animaux en provenance du Proche-Orient. »

### L'agriculture dans les Amériques
Le maïs, le haricot et la courge furent domestiqués en Mésoamérique 3500 ans av. J.-C. environ. Les pommes de terre et le manioc le furent en Amérique du Sud. Dans ce qui constitue de nos jours l'Est des États-Unis, les Amérindiens domestiquèrent le tournesol, le sumpweed et le chénopode vers 2500 av. J.-C..

## La domestication des animaux
Au Paléolithique, le chien était la seule espèce animale domestiquée pour l'usage de la chasse. Son rôle auprès de l'homme commença à évoluer avec la sédentarisation et le développement de l'agriculture, en plus de la chasse, il fut progressivement utilisé pour de nouvelles tâches (protection des troupeaux, des zones cultivées, des habitations, rassemblement des troupeaux, etc.). Quand la chasse et la cueillette commencèrent à être remplacées par une production alimentaire sédentaire, il devint plus avantageux de garder les anciennes proies de l'homme à proximité des habitations. Dès lors, il fallut parquer les animaux (avant l'apparition de l'élevage nomade). La taille des animaux, leur tempérament, leur régime alimentaire, leurs schémas de reproduction et leur durée de vie furent des facteurs déterminant la domestication . Les animaux qui fournissaient du lait, tels que les vaches ou les chèvres, offraient une source de protéines renouvelables précieuse. La capacité de l'animal à travailler (par exemple comme animal de trait) et à fournir sa viande, devait aussi être prise en compte. De plus les animaux pouvaient fournir du cuir, de la laine et du fumier. Les premières espèces domestiquées sont le mouton, la chèvre, le bœuf et le porc.

### La domestication des animaux au Moyen-Orient

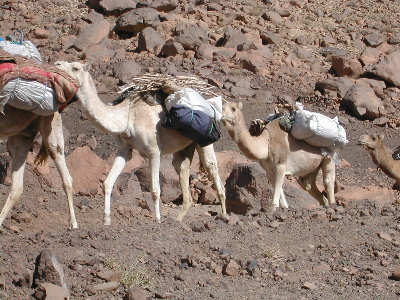
Caravane de dromadaires en Algérie.

Le Moyen-Orient est à l'origine de nombreux animaux domesticables tels que les chèvres et les cochons. Cette région fut également la première à domestiquer les dromadaires. La présence de ces animaux donna à la région un net avantage pour son développement économique et culturel. Au fur et à mesure que le climat changeait et devenait plus sec, de nombreux fermiers furent obligés de quitter la région, emportant leurs animaux domestiqués avec eux. C'est cette émigration massive du Moyen-Orient qui allait plus tard permettre la diffusion de ces animaux dans le reste de l'Afro-Eurasie. Cette émigration suivait principalement un axe Est-Ouest de climats similaires, puisque les plantes ont un optimum climatique étroit, en dehors duquel elles ne peuvent croître, en raison des changements de pluviométrie et d'ensoleillement. Par exemple, le blé ne pousse normalement pas sous les climats tropicaux, tout comme les espèces tropicales (comme les bananes) ne poussent pas sous un climat plus frais.
Certains auteurs comme Jared Diamond postulent que cet axe Est-Ouest est la raison principale pour laquelle les plantes et animaux se répandirent si vite à partir du Croissant fertile au reste de l'Eurasie et de l'Afrique du Nord, alors qu'elle ne traversa pas l'axe Nord-Sud de l'Afrique pour atteindre les climats méditerranéens de l'Afrique du Sud, où les plantes des climats tempérés ont été importées avec succès durant les 500 dernières années. Le zébu africain est une sous-espèce mieux adaptée aux climats plus chauds de l'Afrique centrale que les espèces bovines domestiquées du Croissant fertile. Semblablement, l'Amérique du Nord et celle du Sud étaient séparées par l'isthme tropical de Panama, qui empêchait peut-être que les lamas des Andes fussent exportés vers les plateaux mexicains.

## La sédentarisation
Jusqu'au milieu du XXe siècle, les archéologues considéraient que la sédentarisation était une conséquence de la mise en culture des champs, auprès desquels les groupes humains devaient rester pour semer, protéger et récolter les aliments cultivés.
Des travaux ultérieurs ont montré que dans la jungle, les systèmes de cultures itinérantes sont plus rentables, et que les premiers groupes sédentaires, notamment les Natoufiens, étaient encore des chasseurs-cueilleurs : les conditions climatiques optimales du croissant fertile leur permettaient de collecter des quantités de céréales sauvages suffisantes pour subvenir à leurs besoins sans avoir à se déplacer. Un autre facteur de sédentarisation a été l'organisation de tribus autour de foyers, probablement il y a au moins 800 000 ans pour les cas les plus anciens si l'on en croit les restes (outils et aliments) trouvés très localisés autour des foyers à Gesher Benot Ya’aqov (campement paléolithique de plein air au nord du lac de Tibériade) en Israël.
L'agriculture serait donc apparue en marge des régions les plus favorables, à la suite d'un accroissement démographique impliquant l'émigration d'une partie de la population,.

## Changements sociaux
De nouveaux types d'organisation sociale ont pu favoriser l'adoption de l'économie de production. Ils peuvent aussi en être une conséquence.
On prétend fréquemment que l'agriculture apporta aux hommes une maîtrise accrue de leur approvisionnement en nourriture, mais cette idée est battue en brèche depuis qu'on a découvert que la qualité de l'alimentation des populations néolithiques était généralement inférieure à celle des chasseurs-cueilleurs et que l'espérance de vie pourrait avoir été plus brève, en partie à cause des maladies. La taille moyenne, par exemple, baissa de 1,78 m pour les hommes et 1,68 m pour les femmes, à respectivement 1,60 m et 1,55 m, et il a fallu attendre le XXe siècle pour que la taille moyenne humaine revienne à ses niveaux pré-Néolithique.
En réalité, en réduisant la nécessité de porter les enfants (pendant les déplacements), la sédentarisation des populations néolithiques augmenta le taux de natalité en réduisant l'espacement des naissances. En effet, porter plus d'un enfant à la fois est impossible pour des chasseurs-cueilleurs, ce qui entraîne un espacement entre deux naissances de quatre ans ou plus. Cet accroissement du taux de natalité était nécessaire pour compenser l'augmentation des taux de mortalité. Le paléodémographe Jean-Pierre Bocquet-Appel estime que sur cette période, le taux de fécondité est passé de 4-5 enfants à 7 enfants par femme en moyenne, entraînant une transition démographique importante avec un taux d'accroissement naturel de 1 %, faisant passer la population mondiale de 7 millions d'individus à 200 millions.
Ces groupes sédentaires étaient également capables de se reproduire à un taux plus rapide en raison de la possibilité d'élever les enfants en commun. Les enfants encourageaient l'introduction de la spécialisation des tâches en fournissant plusieurs formes de travail nouvelles. Le développement de sociétés plus grandes semble avoir conduit au développement de nouvelles méthodes de prise de décision et d'organisation gouvernementale. L'adoption d'une économie de production a donc eu de nombreuses conséquences, en particulier au niveau de l'organisation sociale des groupes humains. L'apparition du stockage des aliments et la constitution de réserves ont eu pour effet indirect la mise en place d'une classe de guerriers pour protéger les champs et les réserves des intrusions de groupes étrangers. Les surplus alimentaires rendaient possibles le développement d'une élite sociale qui n'était guère impliquée dans l'agriculture, mais dominait les communautés par d'autres moyens et par un commandement monopolisé. La hiérarchisation de la société découle donc en partie de l'apparition de l'agriculture, tout comme la guerre : le niveau supérieur de l'hypogée de Roaix (Vaucluse), daté de 2 090 +/- 140 av. J.-C., a livré les squelettes imbriqués d'une quarantaine d'individus, hommes, femmes ou nouveau-nés, dont certains présentaient des pointes de flèches fichées dans les os du thorax ou du bassin. Il s'agit de l'une des plus anciennes preuves d'inhumation collective à la suite d'un massacre.
Plus tard, l'effet fortement multiplicateur de l'irrigation sur le rendement a favorisé le développement d'une population nombreuse dans les vallées des grands fleuves, tandis qu'une forte densité de population était nécessaire à l'entretien et à l'extension des digues et canaux. Les premières grandes civilisations sont apparues le long de ces fleuves : le Nil, le Tigre, l'Euphrate, l'Indus et le fleuve Jaune.

## Les conséquences de la révolution néolithique
La révolution néolithique se serait accompagnée d'une augmentation des conflits et d'une mortalité très élevée des hommes. Alors que la population était en pleine expansion, le rapport du nombre de femmes au nombre d'hommes serait passé de un à dix-sept,.

### Une évolution technique continue
Andrew Sherratt (en) (1946-2006) a avancé qu'après la révolution néolithique, il y eut une phase de découverte qu'il nomme la révolution des produits secondaires (en). Il semble que les animaux aient été d'abord domestiqués seulement pour leur viande. Progressivement, les néolithiques exploitèrent d'autres productions animales[réf. souhaitée], dont notamment :
- les peaux et le cuir,

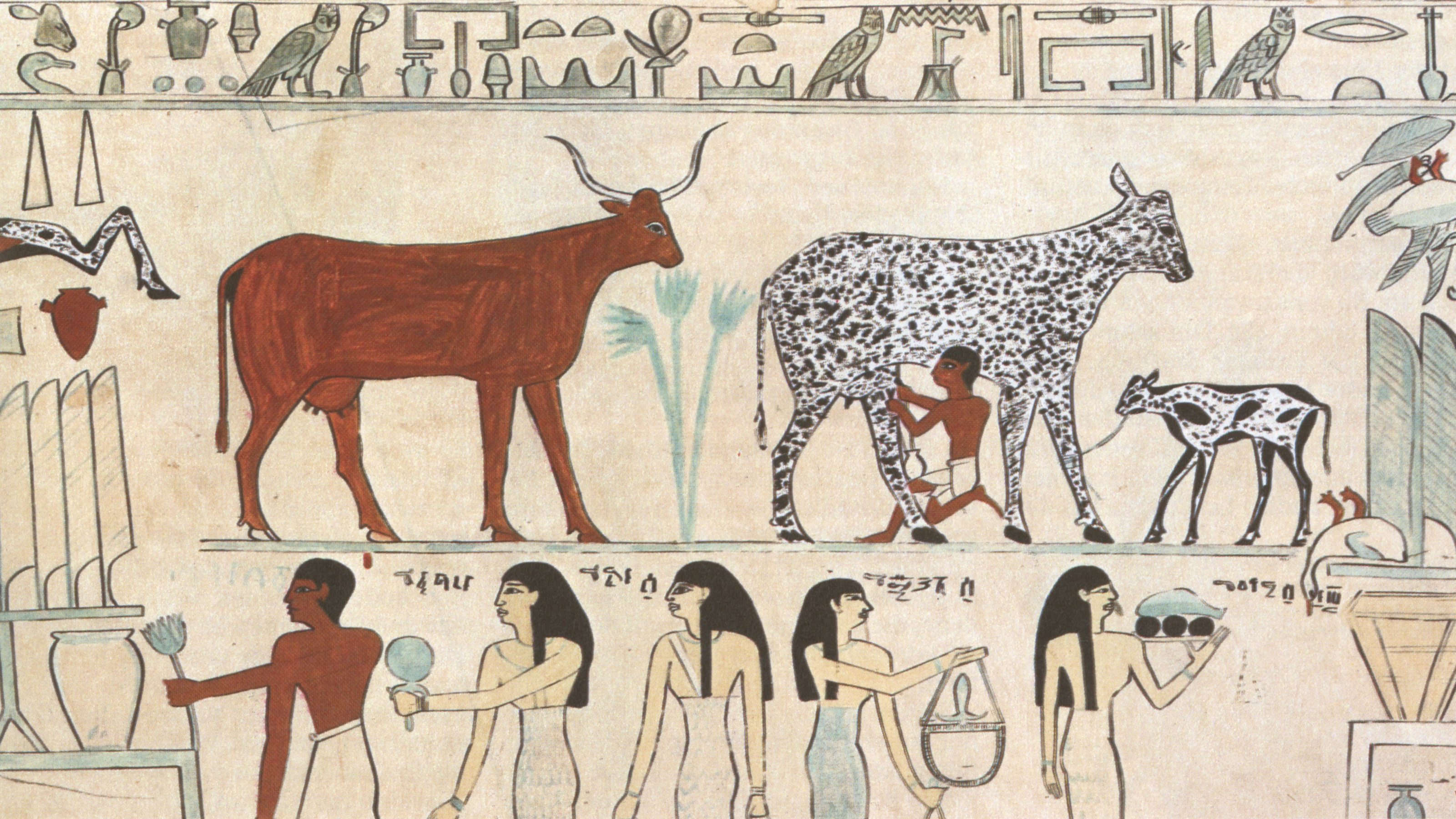
Vache domestique traite en Égypte antique.

- le fumier pour amender les sols (à partir de tous les animaux domestiques),
- la laine (fournie par les moutons, lamas et chèvres angora),
- le lait (fourni par les chèvres, vaches, yaks, brebis et chamelles),
- la force de traction (des bœufs, onagres, ânes, chevaux et chameaux).

Sherratt avance que cette phase du développement agricole permit d'utiliser le potentiel énergétiques des animaux selon de nouvelles manières et favorisa une activité d'élevage et d'agriculture de subsistance intensive et permanente. Cela permit de passer à  l'exploitation de terres plus vastes pour l'élevage. Cette phase rendit également possible le pastoralisme dans les zones semi-arides, aux marges des déserts, et mena finalement à la domestication des dromadaires et des chameaux. La surexploitation de ces zones, notamment par les troupeaux de chèvres y broutant excessivement, favorisa grandement l'extension des zones désertiques. Vivre dans une seule zone devait permettre plus facilement d'accumuler les possessions personnelles et l'attachement à certains territoires. De ce point de vue, on pense que les peuples préhistoriques étaient capables de stocker la nourriture pour survivre aux temps de disette et troquer les surplus non nécessaires avec d'autres[réf. souhaitée].
Néanmoins, les découvertes archéologiques récentes tendent à prouver qu'au Proche-Orient les animaux ont d'abord été domestiqués pour le lait. Ces sociétés continuaient de tirer l'essentiel de leur viande de la chasse.
Une fois que le commerce et un approvisionnement alimentaire étaient établis, les populations pouvaient croître et la société finissait par se diviser entre producteurs et artisans ; les premiers avaient les moyens de développer leur commerce en raison du temps libre dont ils jouissaient grâce au surplus de nourriture. Les artisans, à leur tour, furent capables de développer certaines techniques comme les armes en métal. Une telle complexité relative devait nécessiter une certaine forme d'organisation sociale pour fonctionner efficacement. Il est donc probable que les populations avec une telle organisation, peut-être fournie par la religion, étaient mieux préparées et avaient plus de réussite. En outre, les populations plus denses pouvaient former et entretenir des armées professionnelles. Aussi, durant cette période, la possession individuelle devint de plus en plus importante pour tout le monde[réf. souhaitée]. Enfin, Vere Gordon Childe a avancé que cette complexité sociale croissante, ayant entièrement ses racines dans la décision de s'installer, aboutit à une deuxième révolution urbaine qui vit l'édification des premières villes[réf. souhaitée].

### Santé
La transition de la chasse et de la cueillette à l'agriculture de subsistance, caractérisée par le développement du contrôle humain sur la reproduction et l'évolution des plantes et des animaux, a longtemps été interprétée comme le changement le plus significatif dans l'interaction humaine avec le monde naturel. Une caractéristique générale de cette transition est la réduction de l'ampleur de l'alimentation et la dépendance à l'égard d'une ou de quelques plantes domestiquées hautement productives, ce qui peut entraîner une carence nutritionnelle associée et une plus grande proportion de glucides alimentaires par rapport aux protéines. De tels changements nutritionnels sont une composante du paradigme dominant de la compréhension de la transition vers l'agriculture, à savoir qu'elle a engendré un impact négatif sur la santé humaine, comme cela a été documenté dans un large éventail de contextes. Cet impact a été exacerbé par la sédentarisation, une plus grande densité de population, la fréquence des maladies infectieuses et la prévalence accrue des maladies zoonotiques associées aux animaux domestiques. En Eurasie, les données paléontologiques indiquent une diminution de la taille des individus de 16 cm chez les hommes et de 13 cm chez les femmes en quelques générations, une baisse de l'espérance de vie de sept ans. Ces données indiquent aussi des périodes de malnutrition (attestées par les lignes de Harris ou les hypoplasies dentaires visibles en téléradiographie), le développement des caries, de lésions osseuses et de pathologies articulaires dues à l'action des phytates des céréales qui gênent l'absorption digestive de minéraux tels que le calcium…,. Ainsi, contrairement à la pensée moderne qui a conduit à l'idée d'un progrès continu et linéaire en matière de santé depuis la révolution néolithique, certains historiens et anthropologues comme Marshall Sahlins, Jared Diamond ou Yuval Noah Harari estiment que cette transition est par certains aspects une catastrophe dont nous ne nous sommes jamais remis.
Cependant, ce changement a été moins abrupt que certaines études ne le présentent, car le passage à l'agriculture est associé à des centaines ou des milliers d'années de coévolution, au cours desquelles de nombreuses populations agricoles pratiquaient des stratégies de subsistance mixtes et continuaient à chasser et à se nourrir par la cueillette.

#### Anémies
La période néolithique en Europe a marqué la transition d'un régime de chasseurs-cueilleurs riche en viande rouge à un régime de céréales à teneur réduite en fer. Les données paléopathologiques indiquent que ce changement de régime alimentaire a probablement entraîné une augmentation de l'incidence de l'anémie ferriprive, en particulier chez les femmes en âge de procréer. Ces changements d'alimentation auraient pu favoriser l'apparition de maladies génétiques telles que l'hémochromatose de type 1.

#### Maladies

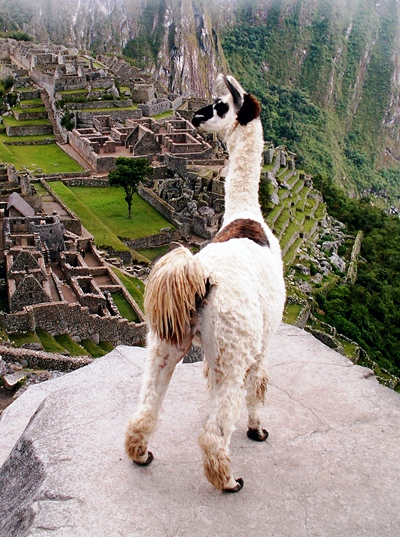
Lama surplombant les ruines de la cité inca de Machu Picchu.

L'opinion courante sur l'origine des maladies infectieuses humaines modernes est que nombre d'entre elles sont apparues au cours du Néolithique, lorsque les animaux ont été domestiqués pour la première fois et après,,,,,. Cette hypothèse est en partie étayée par l'augmentation de la densité de population et les indicateurs paléopathologiques de mauvaise santé observés sur les squelettes trouvés. L'absence d'enterrements de masse indiquant des événements épidémiques dans certaines régions laisse cependant penser qu'il n'y a pas eu de maladies aux proportions épidémiques. L'analyse de l'ADN des agents pathogènes confirme l'existence d'infections isolées tout au long du Néolithique. L'analyse génétique de l'antigène leucocytaire humain d'individus du Néolithique montre une réponse immunitaire principalement orientée vers la défense contre les infections virales.
Partout dans le développement des sociétés sédentaires, les maladies se répandent plus rapidement qu'aux temps des chasseurs-cueilleurs. Des pratiques sanitaires inadéquates et la domestication des animaux qui entraîne une proximité entre les hommes et les animaux peuvent expliquer en partie l'augmentation des morts et des maladies pendant la révolution néolithique, puisque les maladies se transmettaient plus facilement des animaux aux humains. Parmi les maladies suspectées d'avoir été transmises des animaux aux humains lors de la révolution néolithique figurent la grippe, la variole et la rougeole, la lèpre, la tuberculose, notamment le mal de Pott, les infections par Brucella melitensis, les salmonelloses, le ténia, la typhoïde, le charbon et la syphilis.
Selon un processus de sélection naturelle, les hommes qui domestiquèrent en premier les grands mammifères se forgèrent rapidement une immunité aux maladies tandis qu'à chaque génération les individus avec la meilleure immunité avaient de plus grandes chances de survivre. Durant leur 10 000 ans (environ) de vie partagée avec les animaux, les Eurasiens et les Africains devinrent plus résistants à ces maladies en comparaison des populations indigènes rencontrées hors de l'Eurasie et de l'Afrique. Par exemple, les populations de la plupart des Caraïbes et de plusieurs Îles du Pacifique ont été complètement décimées par les maladies lors de l'arrivée des Européens. Certaines civilisations telles que les Incas avaient bien un grand mammifère domestiqué, le lama, mais les Incas n'en buvaient pas le lait ou ne vivaient pas confinés avec leurs troupeaux, ce qui limitait le risque de contagion.
Le lien de cause à effet entre le type ou l'absence de développement agricole, les maladies et la colonisation n'est pas confirmé par la colonisation en d'autres parties du monde. Les maladies augmentèrent après l'établissement de l'Empire britannique en Afrique et en Inde bien que ces zones eussent des maladies contre lesquelles les Européens n'étaient pas immunisés. En Inde, l'agriculture se développa durant le Néolithique, avec une grande variété d'animaux apprivoisés.

### Les premiers néolithiques ont-ils bénéficié d'un avantage géographique décisif?
Jared Diamond, dans son ouvrage Guns, Germs, and Steel (traduit en français sous le nom de De l'inégalité parmi les sociétés), soutient que les Européens et les Africains orientaux bénéficièrent d'une position géographique avantageuse qui leur donna d'entrée l'avantage dans la révolution néolithique. Les deux partageaient un climat tempéré idéal pour les premiers semis ; les deux se trouvaient à proximité d'espèces d'animaux et plantes facilement domesticables et les deux étaient plus à l'abri des attaques d'autres groupes que les civilisations de la partie centrale du continent eurasien. Étant les premiers à adopter l'agriculture et des modes de vie sédentaires, tout en étant voisins d'autres sociétés agricoles primitives avec lesquelles ils pouvaient à la fois être en concurrence et commercer, les Européens et les Africains de l'Est furent aussi parmi les premiers à bénéficier des technologies telles que les armes à feu et les épées en acier. En outre, ils développèrent des résistances aux maladies infectieuses, comme la variole, en raison de leur étroite relation avec des animaux domestiqués. Les peuples n'ayant pas vécu à proximité de gros mammifères, tels que les Aborigènes d'Australie et les Amérindiens étaient plus vulnérables aux infections et furent décimés par les maladies.
Pendant et après l'ère des grandes découvertes, les explorateurs européens, comme les conquistadores espagnols, rencontrèrent d'autres populations qui n'avaient jamais (ou seulement récemment) adopté l'agriculture, comme dans les Îles du Pacifique, ou n'avaient pas de grands mammifères domestiqués, par exemple les habitants des régions montagneuses de Papouasie-Nouvelle-Guinée.